# Virginia Woolf
Adeline Virginia Woolf (rojena Stephen), angleška pisateljica, * 25. januar 1882, Kensington, Middlesex, Anglija, † 28. marec 1941, reka Ouse blizu Lewesa, Sussex, Anglija.
Bila je ena najvidnejših predstavnic t. i. bloomsburyjske skupine britanskih intelektualcev v obdobju med obema vojnama, znana kot pisateljica, ki je bistveno prispevala k razvoju modernističnega romana. Njena najbolj znana dela so romani Gospa Dalloway (1925), K svetilniku (1927) in Orlando (1928) ter esej Lastna soba (1929) z znamenitim citatom: »Ženska mora imeti denar in lastno sobo, če hoče pisati leposlovje.«

## Življenjepis
Rodila se je kot hči uglednega literarnega kritika in zgodovinarja Sira Leslieja Stephena. Družina je bila premožna, a sama ni imela srečnega otroštva. Zaznamovalo jo je spolno zlorabljanje s strani dveh polbratov in materina prezgodnja smrt, zato je že v mladih letih doživela prvi živčni zlom. Poleg tega je zamerila očetu, ker ji kot dekletu ni želel omogočiti univerzitetne izobrazbe.
Po očetovi smrti se je preselila v londonsko četrt Bloomsbury in pričela sodelovati v tamkajšnjem krogu aristokratov in bogatih meščanov. Pogovori o umetnosti in tudi spolnosti ter občasne za tisti čas škandalozne aktivnosti so ji predstavljali nekakšno terapijo. Leta 1912 se je poročila s pisateljem Leonardom Woolfom in pričela objavljati prva dela v raznih literarnih revijah, sprva anonimno. Kmalu je doživela nov hujši živčni zlom, a ji je bil mož v močno oporo, tako da je že leta 1915 izdala svoj prvi roman, še precej konvencionalni Potovanje venkaj. Kasneje je pričela eksperimentirati s tehniko toka zavesti (podobno kot James Joyce) in v 1920. letih ustvarila serijo ključnih modernističnih romanov. Leta 1922 je spoznala uspešno pisateljico Vito Sackerville-West, s katero je imela deset let trajajočo tesno ljubezensko zvezo in ostala njena prijateljica do smrti. Nigel Nicolson, Vitin sin, je rekel, da je Sackerville-West navdihnila Virginijin roman Orlando: "Vitin vpliv na Virginijo je v celoti zajet v Orlandu, najdaljšem in najbolj očarljivem ljubezenskem pismu v literarni zgodovini." Iz njenega dnevnika in nekaterih del v kasnejših letih, predvsem eseja Tri gvineje, je možno razbrati strah pred vzponom fašizma, zaradi česar se je pričela bolj zanimati za aktualne dogodke (sicer se je v ustvarjanju in vsakdanjem življenju izrazito umikala v zasebnost). Poleg tega v kontekstu sodobnega feminističnega diskurza zbuja pozornost tudi motiv položaja žensk v družbi, predvsem v njenih neleposlovnih delih, v katerih učinkovito uporablja literarne prijeme za zagovarjanje emancipacije žensk.
Vse življenje se je borila z depresijo; spomladi leta 1941, ko je besnela druga svetovna vojna, je zaradi te in nekaterih drugih okoliščin doživela še zadnji živčni zlom, za katerega je menila, da ga ne bo nikoli prebolela, zato je storila samomor v reki Ouse pred svojim domom.